# Britta Stenholm
Ida Britta Stenholm, född Ljungquist 25 juli 1916 i Botkyrka, död 28 augusti 2002 i Stockholm, var en svensk socialdemokratisk skolpolitiker. 

## Biografi
Stenholm var folkskoleinspektör i Stockholm 1955–1961. Britta Stenholm var bland annat delaktig i 1946 års skolkommission 1948–1954, och 1968–1975 sekreterare i Lärarutbildningskommittén (LUK), en statlig utredning som föreslog omorganisation av utbildningarna till teckningslärare, gymnastiklärare, musiklärare med flera yrken och möttes av starkt motstånd från de berörda.
Stenholm hörde till den svenska socialdemokratins vänsterflygel och var aktivt engagerad i bland annat Förbundet Sverige-DDR, en vänskapsförening initierad och kontrollerad av den östtyska SED regimen.
Professor Birgitta Almgren vid Södertörns högskola har sedan 2007 forskat på temat Socialdemokrati och/eller kommunism? Stellan Arvidson och Britta Stenholm-Arvidson - två intellektuella i kalla krigets retorik. Hon har fortsatt sitt arbete att kartlägga förhållandet mellan Sverige och DDR, och därvid utförligt redovisat Britta Stenholms och Stellan Arvidssons arbete i boken Inte bara Stasi - relationer - DDR 1949-1990 (2009).

### Familj
Britta Stenholm var gift med Uno Stenholm mellan 1940 och 1957 och senare sammanlevande med Stellan Arvidson. Hon är mor till journalisten Olle Stenholm (1942–2007).